# كنوز إسبانيا الاثنا عشر
كنوز إسبانيا الاثنا عشر (بالإسبانية: 12 Tesoros de España)‏ هي قائمة تضم 12 من أهم الآثار التي تعد من نفائس المملكة الإسبانية، اختيرت بعد مسابقة أجرتها شركتا أنتينا 3 للتلفزة وكوبه وأعلنت نتائجها في 31 ديسمبر 2007. تضم القائمة تسعة معالم معمارية ومعلمان طبيعيان وأثرًا تشكيليًا واحدًا.

## المسابقة
بعد أربعة أشهر من المسابقة الدولية التي أقيمت في أواخر سبتمبر 2007 لاختيار عجائب الدنيا السبع الجديدة، أطلقت شركتا أنتينا 3 وأوندا ثيرو الإسبانيتان حملة لاختيار ما أطلق عليه "كنوز إسبانيا الاثنا عشر"، وجرى الاستفتاء عن طريق الإنترنت والهواتف الجوالة، وصوّت في هذا الاستفتاء أكثر من 9000 شخص، ودخل القائمة القصيرة 20 معلمًا وأثرًا، كان من المقرر أن يُختار سبعة منها لتكون "كنوز إسبانيا"، غير أن العدد عُدّل فيما بعد إلى 12.

## القائمة
حسب الترتيب التنازلي لعدد الأصوات التي حصلت عليها، فازت الآثار الآتية بدخول القائمة:
| الأثر أو المعلَم                   | الموقع                                                                                  | صورة |
| --------------------------------- | --------------------------------------------------------------------------------------- | ---- |
| كاتدرائية - جامع قرطبة            | قرطبة، منطقة أندلوسيا 37°52′45.1″N 04°46′47″W / 37.879194°N 4.77972°W                   |      |
| كهف ألتميرا                       | سانتايلانا ديل مار، منطقة كانتابريا 43°22′57″N 4°6′58″W / 43.38250°N 4.11611°W          |      |
| كاتدرائية إشبيلية                 | إشبيلية، منطقة أندلوسيا 37°23′9″N 5°59′35″W / 37.38583°N 5.99306°W                      |      |
| قصر الحمراء                       | غرناطة، منطقة أندلوسيا 37°10′37″N 3°35′24″W / 37.17694°N 3.59000°W                      |      |
| كاتدرائية نويسترا سنيورا دل بيلار | سرقسطة، منطقة أراغون 41°39′25″N 0°52′42″W / 41.65694°N 0.87833°W                        |      |
| حديقة تيد الوطنية                 | تنريفي، جزر كنارية 28°15′47″N 16°36′58″W / 28.26306°N 16.61611°W                        |      |
| المسرح الروماني                   | ماردة، منطقة إكستريمادورا 38°54′55.4″N 6°20′18.6″W / 38.915389°N 6.338500°W             |      |
| كاتدرائية سانتياغو دي كومبوستيلا  | سانتياغو دي كومبوستيلا، منطقة غاليسيا 42°52′50.2″N 8°32′39.8″W / 42.880611°N 8.544389°W |      |
| مدينة الفنون والعلوم              | بلنسية، منطقة بلنسية 39°27′16.30″N 0°21′01.31″W / 39.4545278°N 0.3503639°W              |      |
| ساغرادا فاميليا                   | برشلونة، منطقة كتالونيا 41°24′13″N 2°10′28″E / 41.40361°N 2.17444°E                     |      |
| شاطئ لا كونتشا                    | سان سباستيان، إقليم الباسك 43°19′03″N 1°59′12″W / 43.31750°N 1.98667°W                  |      |
| متحف غوغنهايم في بلباو            | بلباو، إقليم الباسك 43°16′06.98″N 2°56′03.43″W / 43.2686056°N 2.9342861°W               |      |